# Ålberga
Ålberga is een plaats in de gemeente Nyköping in het landschap Södermanland en de provincie Södermanlands län in Zweden. De plaats heeft 271 inwoners (2005) en een oppervlakte van 45 hectare.